# Ebony Nwanebu
Ebony Chinyere Nwanebu (Austin, 5 giugno 1995) è una pallavolista statunitense, opposto dell'Athletes Unlimited.

## Carriera

### Club
Muove i primi passi a livello di club col Texas Advantage, mentre in ambito scolastico gioca per la Lovejoy HS. 
Dopo il diploma, entra a far parte del programma della Southern California, in NCAA Division I, giocandovi dal 2013 al 2014 e ricevendo il premio di National Freshman of the Year. Si trasferisce quindi alla Texas nel 2015, ma dopo un solo incontro è costretta a saltare l'intera annata per infortunio; nei seguenti due anni con le Longhorns raggiunge una finale nazionale e raccoglie qualche altro riconoscimento individuale.
Nella stagione 2018-19 firma il suo primo contratto professionistico nella Voleybol 1. Ligi, turca, dove difende i colori del Büyükçekmece. Nella stagione seguente approda invece in Italia, dove partecipa alla Serie A2 con la Libertas Martignacco. Nel 2021 torna a giocare in patria, prendendo parte alla prima edizione dell'Athletes Unlimited.

### Nazionale
Nel 2014 riceve la prima e sola convocazione in nazionale, prendendo parte al Montreux Volley Masters, dove conquista la medaglia d'argento.

## Palmarès

### Nazionale (competizioni minori)
- Montreux Volley Masters 2014

### Premi individuali
- 2013 - National Freshman of the Year
- 2013 - NCAA Division I: Los Angeles Regional All-Tournament Team
- 2013 - All-America First Team
- 2016 - All-America First Team
- 2016 - NCAA Division I Austin Regional MVP
- 2016 - NCAA Division I Columbus National All-Tournament Team